# Walckenaeria chiyokoae
Walckenaeria chiyokoae este o specie de păianjeni din genul Walckenaeria, familia Linyphiidae, descrisă de Saito, 1988. Conform Catalogue of Life specia Walckenaeria chiyokoae nu are subspecii cunoscute.